# Windischgarsten
Windischgarsten è un comune austriaco di 2 400 abitanti nel distretto di Kirchdorf an der Krems, in Alta Austria; ha lo status di comune mercato (Marktgemeinde).